# Basilio Kaczurak

Basilio Kaczurak (Василь Качурак) (Ivano-Frankivsk, Ucrania, 7 de febrero de 1919-Buenos Aires, Argentina, 7 de febrero de 1987) fue un  compositor, bandurista, compositor de orquesta y promotor de la música folclórica ucraniana en Sudamérica.
Fundador de la a capella Taras Schevchenko (Тара́с Шевче́нко) el 6 de junio de 1961 en Argentina, promoviendo y manejando el interés por la cultura de Ucrania esparciéndola por Sudamérica dirigiéndola por 25 años con gran suceso.

## Biografía
Basilio Kaczurak fue el creador de la a capella e iniciador de la cultura folclórica ucraniana a lo largo de Sudamérica, compartiendo el arte de su tierra natal a las nuevas generaciones.
Las a capellas de bandura son grupos vocal-instrumentales, además de la composición y la promoción de la música lírica ucraniana a través del instrumento bandura. También existe la intención de recuperar o resguardar el repertorio, la vieja y clásica cultura de ese país.
Con gran devoción en años donde la tecnología era prácticamente nula, él luchó para dar a conocer la existencia de su insistencia en promover la cultura ucraniana a lo largo de Sudamérica y el mundo entrando en contacto con diferentes puntos del mundo vía carta con Estados Unidos, Canadá, Australia, logrando importantes lazos con diferentes artistas de la misma cultura a lo largo del mundo como Julian Kitansky ("Гомін Степів") ("Echo of the Steppes") ("Eco de las estepas") y Victor Mishalow conocido por sus trabajos en composición y producción, todo esto entre otros artistas.
En el año 2011 fue reconocido por el gobierno ucraniano y el gobierno de la ciudad de Buenos Aires en el aniversario número 50 de la a capella donde esta obtuvo una presentación especial en el teatro ND Ateneo en Buenos Aires presencias como Victor Mishalow y performances en vivo (cruce de estilos) se pudieron apreciar ese día.

## Hechos interesantes
- En 1971 creó una técnica para enseñar los tonos a través de colores insertador no invasivos en el instrumento.[cita requerida]

## Premios
- Orden de Mérito Gobierno de la ciudad de Buenos Aires & embajada ucraniana (Argentina), (2011)